# (9687) Uhlenbeck
(9687) Uhlenbeck est un astéroïde de la ceinture principale.

## Description
(9687) Uhlenbeck est un astéroïde de la ceinture principale. Il fut découvert le 24 septembre 1960 à l'observatoire Palomar par Cornelis Johannes van Houten, Ingrid van Houten-Groeneveld et Tom Gehrels. Il présente une orbite caractérisée par un demi-grand axe de 2,81 UA, une excentricité de 0,01 et une inclinaison de 6,1° par rapport à l'écliptique.

## Compléments